# ستيفن دان (ممثل)
ستيفن دان (بالإنجليزية: Stephen Dunne) مواليد 13 يناير 1918 في نورثهامبتون، الولايات المتحدة - الوفاة 2 سبتمبر 1977 في لوس أنجلوس، هو ممثل أمريكي بدأ مسيرته الفنية سنة 1936. امتدت مسيرته الفنية لأكثر من 41 عاما.

## الأعمال
- أم ترتدي السراويل الضيقة
- ويلي ونكا ومصنع الشيكولاتة

## روابط خارجية
- ستيفن دان على موقع IMDb (الإنجليزية)
- ستيفن دان على موقع أول موفي (الإنجليزية)
- ستيفن دان على موقع قاعدة بيانات الفيلم (الإنجليزية)